# Раден Виджая
Раде́н Виджа́я (тронное имя Кертараджа́са Джаяварде́на) — яванский император (махараджа), а также основатель и первый монарх Империи Маджапахит.

## Семья
Если верить Параратону, Раден Виджая родился в семье Махисы Чампаки, члена королевской семьи Сингасари. Также существует версия (описанная в  Нагаракертагаме), что Виджая был сыном Диа Лембу Тана, правнука Кен Арока, первого правителя Сингсари. Зять последнего правителя Сингасари, Кертанегары.

## Конфликт с Монголами
В 1289 Хубилай отправил послов в Сингсари для сбора дани, однако Кертанегара, правитель Сингсари, отказался её платить. В 1292 году монголо-китайские войска высадились на Яву, чтобы отомстить за невыплаченную дань. Пока войска Хубилая наступали, Кертанагара был убит Джайякатвангом — мятежным правителем вассального княжества Кедири, который захватил власть в государстве Сингасари. Зять Кертанагары Раден Виджая выразил покорность монголам, чтобы с их помощью разгромить Джаякатванга, а после этого поднял против монголов мятеж и прогнал их с острова.

## Правление
Виджая построил новую столицу и основал государство Маджапахит, став его Махараджой, приняв тронное имя Кертараджаса Джаявардена. Опираясь на наиболее экономически развитые регионы Явы (центральные, восточные и северные), он начал постепенное объединение окружающих островов, архипелагов и феодальных государств под своей властью. Виджая укрепил и расширил влияние Явы на соседние острова, укрепил торговые связи. Под управлением Радена Виджаи империя установила контроль над Бали, Мадурой, Малайей и Танджунгпурой.
При Виджае также произошли два восстания — восстание Рангга Лаво и Соры. Оба восстания закончились победой Виджая и поражением восставших.

## Смерть
Согласно Нагаракертагаме, Виджая умер в 1309 году. Он был похоронен в храме Симпинг.
После его смерти Махараджой Маджапахита стал его сын, Джаянегара.